# Pan-American Team Handball Federation
Pan-American Team Handball Federation (PATHF) är det förbund som organiserar de nationella handbollslandslagen i Nord-, Central- och Sydamerika samt Karibien.

## Medlemmar
- Argentina
- Barbados
- Bolivia
- Brasilien
- Chile
- Costa Rica
- Colombia
- Dominikanska republiken
- Ecuador
- El Salvador
- Grönland
- Guatemala
- Haiti
- Honduras
- Kanada
- Kuba
- Mexiko
- Nicaragua
- Panama
- Paraguay
- Peru
- Puerto Rico
- Trinidad och Tobago
- Uruguay
- USA
- Venezuela